# Viella (Gers)
Viella é uma comuna francesa na região administrativa de Occitânia, no departamento de Gers. Estende-se por uma área de 22,02 km². Em 2010 a comuna tinha 522 habitantes (densidade: 23,7 hab./km²).